# 拜托了，不要让我回到现实！交响舞台
《拜托了，不要让我回到现实！交响舞台》是WonderPlanet开发，以电击文库旗下虚拟人物为主角的音乐游戏；2020年12月发行，对应Android和iOS平台。游戏的背景是人物穿越到异世界，玩家将扮演他们的经纪人。
1. ↑  長岡頼. . Impress Watch. 2020-12-10  [2021-04-26]. （原始内容存档于2021-04-28）.